# Адрианопольская волость
Адриано́польская во́лость — административно-территориальная единица Славяносербского уезда Екатеринославской губернии. Ныне территория Перевальского района Луганской области.
По состоянию на 1886 год состояла из 6 поселений, 7 сельских общин. Население — 4334 человека (2226 мужского пола и 2108 — женского пола), 645 дворовых хозяйств.
|                       | Площадь, десятин | В том числе пахотной, дес. |
| --------------------- | ---------------- | -------------------------- |
| Сельских общин        | 5169             | 2204                       |
| Частной собственности | 13635            | 4655                       |
| Другой собственности  | 156              | 4                          |
| В целом               | 18960            | 6863                       |

Основные поселения волости:
- Адрианополь — собственническое село при реке Мечетной 35 вёрст от уездного города, 673 человек, 104 двора, православная церковь, школа, 2 ярмарки в год. За 9 вёрст — железнодорожная станция Мануйловка.
- Малоивановка — собственническое село при реке Белой, 1093 человека, 171 двор, скамейка.
- Селезнёвка — собственническое село при реках Белой, Селезень и Уткина, 748 человек, 122 двора, 2 лавки.
- Уткино — собственническое село при реке Уткиной, 766 человек, 113 дворов.
- Ящичная — собственническое село при реках Белой и Ящичной, 654 человека, 102 двора.

На 1902 год
- Адрианополь — волостной центр
- Весёлая (Новосёловка, Водная)
- Малоивановка (Мало-Ивановка)
- Пушкин (Лелявский)
- Селезнёвка (Никольское)
- Уткино (Комендантское)
- Ящиково (Ящичная)